# Raxifabia minuta
Raxifabia minuta är en mossdjursart som först beskrevs av Busk 1884.  Raxifabia minuta ingår i släktet Raxifabia och familjen Bifaxariidae. Inga underarter finns listade i Catalogue of Life.